# اردوگاه درانسی
اردوگاه درانسی (انگلیسی: Drancy internment camp) یک اردوگاه و بازداشتگاه برای زندانی کردن یهودیان بود که بعدها به اردوگاه مرگ در طول جنگ جهانی دوم تبدیل شد.
این اردوگاه در درانسی حومه شمال شرقی شهر پاریس واقع شده‌است.